# بالايا
بالايا (بالإنجليزية: Palaia)‏ هي بلدية في مقاطعة بيزا في منطقة تسكانة، إيطاليا. وتقع على بعد حوالي 45 كيلومتر (28 ميل) جنوب غرب فلورنسا وحوالي 30 كيلومتر (19 ميل) جنوب شرق بيزا. تقع البلدية على حدود البلديات التالية: كابانولي، مونتايون، مونتوبولي، بيتشيولي، بونتيديرا، سان مينياتو.